# Bosc de les Berengueres

El Bosc de les Berengueres, respecte del terme de Castellcir

El Bosc de les Berengueres és un bosc del terme municipal de Castellcir, de la comarca del Moianès.
Està situat en el sector nord-occidental del terme, en diferents indrets dels entorns de la masia de les Berengueres: nord-est, sud-oest, oest... Les parts més extenses són en els costers de la riba dreta de la Riera de Santa Coloma, com ara la Solella de les Berengueres